# Ebine Yamaji
Ebine Yamaji (やまじ えびね, Yamaji Ebine), née le 3 mai 1965, est une mangaka.

## Parcours
Ses premières publication sont diffusées dans le magazine Young You de l'éditeur Shūeisha au milieu des années 1990, puis elle a travaillé pour le magazine Feel Young de l'éditeur Shodensha, un magazine josei c'est-à-dire s'adressant à un lectorat féminin adultes. Un grand nombre de ses histoires font appel aux thématiques de l'homosexualité féminine que l'on appelle yuri dans le manga. Elle est une des premières mangaka de manga yuri éditée en France, (par l'éditeur Asuka), en 2004,,.
La plupart de ses récits évoquent une quête identitaire et des situations homosexuelles, souvent dans des milieux artistiques ou littéraires. Love My Life est consacré à deux étudiantes lesbiennes qui s'installent, et à leurs doutes. Cet album a été adapté au cinéma par Kōji Kawano, en 2006. Le personnage féminin de Rutsu dans Indigo blue est une jeune écrivaine qui sort avec son responsable d'édition. Mais elle rencontre une rédactrice d'une revue d'art qui l'interroge sur le sens d'un passage, troublant, de son dernier roman. L'héroïne principale de Free Soul, Keito, est une jeune dessinatrice de manga. Au temps de l'amour se distingue de plusieurs manières par son synopsis, des précédents albums : le point de départ est un couple homosexuel masculin. L'un des deux hommes disparaît, et l'autre en reste meurtri, puis tisse une relation hétérosexuelle avec une étudiante, qui a en commun avec lui d'avoir été victine d'actes traumatisants,.

## Principales publications
- Free Soul, Shodensha Co (2004), Asuka édition (2005)
- Indigo blue, Shodensha Co, Asuka édition
- Love My Life, Shodensha Co (2001), Asuka édition (2004)
- Sur la nuit, Shodensha Co, Asuka édition
- Sweet Lovin' Baby, Shodensha Co (2004), Asuka édition (2005)
- Au temps de l'amour, Asuka édition (2009)